# Ducado de Linares
El ducado de Linares es un título nobiliario español creado por el rey Carlos II el 28 de septiembre de 1667, a favor de Miguel de Noroña y Silva, por elevación del condado de Linares que ya había sido creado en 1643 por el rey Felipe IV, para la misma persona. El título, desde su creación, tiene aparejado la Grandeza de España.

## Antecedentes históricos
En Portugal existía el condado de Linhares, que ostentaba la familia portuguesa de Noreña (Noronha en Portugués). Este título portugués había sido creado por el rey de Portugal Juan III, para Antonio de Noroña, hijo del I marqués de Vila-Real (también título portugués, diferente al marquesado de Villareal español de 1838), y que en 1609 recayó en Miguel de Noroña, como heredero de su tío Fernando de Noroña, pasando a ostentar el título portugués de conde de Linhares.
Al permanecer fiel, Miguel de Noroña, a Felipe IV, que dejó de ser rey de Portugal en 1640, este le otorgó como título de Castilla el título de conde de Linares en 1643. Este condado de Linares fue, por tanto, al ser de nueva creación en Castilla, independiente del condado de Linares portugués.
El título de conde de Linares, creado por Felipe IV, en 1643, dejó de existir como título del reino en 1667, al ser elevado, por Carlos II a la dignidad de ducado de Linares a favor de Miguel de Noroña y Silva.

## Duques de Linares
|                                | Titular                                                       | Periodo                        |
| Creación por Carlos II en 1667 | Creación por Carlos II en 1667                                | Creación por Carlos II en 1667 |
| ------------------------------ | ------------------------------------------------------------- | ------------------------------ |
| I                              | Miguel de Noroña y Silva                                      | 1667-1703                      |
| II                             | José Antonio de Noroña y Silva                                | 1703-1704                      |
| III                            | Fernando de Láncaser y Noroña                                 | 1708-1717                      |
| IV                             | Juan Manuel de Láncaster Sande y Silva                        | 1717-1733                      |
| V                              | Juan Antonio de Carvajal y Láncaster                          | 1733-1747                      |
| VI                             | Manuel Bernardino de Carvajal y Zúñiga                        | 1747-1783                      |
| VII                            | Ángel María de Carvajal y Gonzaga                             | 1783-1793                      |
| VIII                           | Manuel Guillermo de Carvajal y Fernández de Córdoba           | 1793-1816                      |
| IX                             | Ángel María de Carvajal y Fernández de Córdoba y Gonzaga      | 1816-1839                      |
| X                              | Ángel María de Carvajal y Téllez-Girón                        | 1848-1890                      |
| XI                             | Ángel María de Carvajal y Fernández de Córdoba y Téllez-Girón | 1890-1898                      |
| XII                            | Manuel Bernardino de Carvajal y Gutiérrez de la Concha        | 1898-1915                      |
| XIII                           | María del Carmen de Carvajal y del Alcázar                    | 1915-1938                      |
| XIV                            | José Manuel Zuleta de Reales y Carvajal                       | 1950-1957                      |
| XV}                            | Álvaro Zuleta de Reales y Carvajal                            | 1957-1996                      |
| XVI                            | Álvaro Zuleta de Reales y Ansaldo                             | 1999-actual titular            |

## Historia de los duques de Linares
- Miguel de Noroña y Silva (m. 1703), I duque de Linares,[3] conde de Portalegre, II marqués de Gouvenia, VI conde de Linhares, en Portugal (por suceder a su tío Fernando de Noronha).

Casó el 19 de abril de 1674 con Lucrecia Ladrón de Pallás y Silva, señora de la baronía y I marquesa de Sot, V condesa de Sinarcas, XIII vizcondesa de Chelva y XIII vizcondesa de Villanova. Sin descendientes. Le sucedió su hermano:
- José Antonio de Noroña y Silva (m. 1706), II duque de Linares.[3]

Sin descendencia, le sucedió su sobrino, hijo de su hermana Juana de Noroña y Silva y de su esposo Agustín de Láncaster y Sande, II duque de Abrantes, II marqués de Puerto Seguro, II marqués de Sardoal, III marqués de Valdefuentes y III conde de la Mejorada:
- Fernando de Láncaster y Noroña (1641-Ciudad de México, 3 de junio de 1717), III duque de Linares,[4] IV marqués de Valdefuentes, gobernador y virrey de Nueva España.

Casó en 1686 con Leonor de Silva y Portocarrero. Fueron padres de dos hijos que murieron en la infancia. Le sucedió su hermano:
- Juan Manuel de Láncaster Sande y Silva (m. Madrid, 1 de noviembre de 1733), IV duque de Linares,[4] III duque de Abrantes,[5] III marqués de Sardoal, IV marqués de Puerto Seguro, V marqués de Valdefuentes[6] y IV conde de la Mejorada,[4] obispo de Málaga,[4] obispo de Cuenca y patriarca de las Indias Occidentales.[4] Sin descendientes. Le sucedió su sobrino, hijo de su hermana María Josefa de Láncaster y Noroña y de su esposo Bernardino de Carvajal y Vivero (1668-1728), II conde de la Quinta de la Enjarada.[7]

- Juan Antonio de Carvajal y Láncaster (Cáceres, 22 de mayo de 1688-1 de agosto de 1747), V duque de Linares,[7] IV duque de Abrantes,[5] IV marqués de Sardoal, VI marqués de Valdefuentes, V marqués de Puerto Seguro, V conde de la Mejorada y III conde de la Quinta de la Enjarada.[7]

Casó el 16 de septiembre de 1734, en Madrid, con Francisca de Paula de Zúñiga y Arellano.(m. 13 de mayo de 1742). Le sucedió su hijo:
- Manuel Bernardino de Carvajal y Zúñiga (Cáceres, 13 de diciembre de 1739-Cáceres, 6 de diciembre de 1783),[8] VI duque de Linares,[7] V duque de Abrantes,[5]  V marqués de Sardoal, VI marqués de Puerto Seguro, X conde de Villalba, VII marqués de Valdefuentes, IV conde de la Quinta de la Enjarada, VI conde de la Mejorada, XII marqués de Aguilafuente,  XV conde de Aguilar de Inestrillas[7] y consiliario de la Real Academia de Bellas Artes de San Fernando desde 1770.[8]

Casó, el 13 de diciembre de 1758, con María Micaela Gonzaga y Caracciolo (m. 9 de abril de 1777), hija del príncipe Francesco Gonzaga, I  duque de Solferino y de Giulia Quiteria Caracciolo. Le sucedió su hijo:
- Ángel María de Carvajal y Gonzaga (Madrid, 2 de marzo de 1771-13 de mayo de 1793), VII duque de Linares,[7] VI duque de Abrantes,[9] VI marqués de Sardoal, VIII marqués de Valdefuentes, VII marqués de Puerto Seguro, VIII marqués de Navamorcuende,[7] XIII marqués de Aguilafuente, V conde de la Quinta de la Enjarada, XVI conde de Aguilar de Inestrillas, VII conde de la Mejorada y XI marqués de Villalba.[7]

Casó, en 1788, con María Vicenta Soledad Fernández de Córdoba y Pimentel, hija de Pedro de Alcántara Fernández de Córdoba, XII duque de Medinaceli, y de su segunda esposa, María Petronila de Alcántara Enríquez y Cernesio, VII marquesa de Mancera, grande de España.  Le sucedió su hijo:
- Manuel Guillermo de Carvajal y Fernández de Córdoba (Madrid, 1790-1816),[10] VIII duque de Linares,[7] VII duque de Abrantes,[10] VII marqués de Sardoal, IX marqués de Valdefuentes, VIII marqués de Puerto Seguro, IX marqués de Navamorcuende,[7]  VI conde de la Quinta de la Enjarada, XVII conde de Aguilar de Inestrillas, XIV marqués de Aguilafuente y VIII conde de la Mejorada.[7] Le sucedió su hermano:

- Ángel María de Carvajal y Fernández de Córdoba y Gonzaga (1793-20 de abril de 1839), IX duque de Linares,[7] VIII duque de Abrantes,[10] IX marqués de Puerto Seguro, VIII marqués de Sardoal, X marqués de Valdefuentes, X marqués de Navamorcuende,[7]  VII conde de la Quinta de la Enjarada, XVIII conde de Aguilar de Inestrillas, IX conde de la Mejorada, XV marqués de Aguilafuente, caballerizo mayor de la reina Isabel II, ballestero y montero mayor.

Casó el 1 de enero de 1813, en Cádiz, con Manuela Téllez Girón y Pimentel, II condesa de Coguinas, En 24 de diciembre de 1848, le sucedió su hijo:
- Ángel María de Carvajal y Téllez-Girón (1815-3 de enero de 1890), X duque de Linares,[12] IX duque de Abrantes,[10] IX marqués de Sardoal, XI marqués de Valdefuentes, X marqués de Puerto Seguro,XII marqués de Navamorcuende, VIII conde de la Quinta de la Enjarada, XIX conde de Aguilar de Inestrillas, X conde de la Mejorada, XIV conde de Villalba y marqués de Aguilafuente.

Casó en primeras nupcias, el 10 de febrero de 1840 con María África Fernández de Córdoba y Ponce de León (m. 1866), hija de Luis Fernández de Córdoba-Figueroa y Aragón, XIV duque de Medinaceli, y de su esposa María de la Concepción Ponce de León y Carvajal.  Contrajo un segundo matrimonio, el 27 de abril de 1874, con Josefa Jiménez Molina Jiménez (m. 1903). Le sucedió su hijo del primer matrimonio:
- Ángel María de Carvajal y Fernández de Córdoba y Téllez-Girón (Granada, 23 de diciembre de 1841-Madrid, 4 de mayo de 1898), XI duque de Linares,[12] X duque de Abrantes[10] y X marqués de Sardoal.

Casó, el 2 de abril de 1866, con Petra de Alcántara Gutiérrez de la Concha y Tovar, II marquesa del Duero, IX marquesa de Revilla, X marquesa de los Aguilares, VII marquesa de Castro de Torres, X condesa de Lences, VII condesa de Cancelada. Le sucedió su hijo:
- Manuel Bernardino de Carvajal y Gutiérrez de la Concha (Munguia, Vizcaya, 9 de septiembre de 1868-Madrid, 19 de noviembre de 1915), XII duque de Linares,[12] XI duque de Abrantes,[10] XI marqués de Sardoal, III marqués de Duero y XI conde de Lences.[12]

Casó, el 2 de julio de 1900, con María del Carmen del Alcázar y Roca de Togores, hija de Diego del Alcázar y Guzmán, VII marqués de Peñafuerte, XII conde de Villamediana, V conde de los Acevedos, y II vizconde de Tuy, y de María del Carmen Roca de Togores y Aguirre-Solarte. Le sucedió su única hija:
- María del Carmen de Carvajal y del Alcázar (Munguía, 14 de septiembre de 1901-7 de enero de 1938), XIII duquesa de Linares,[12] XII duquesa de Abrantes,[12]   XII marquesa de Sardoal, IV marquesa del Duero,[12] VIII condesa de Cancelada, XII condesa de Lences y dama de la Reina Victoria Eugenia de Battenberg.[12]

Casó, el 2 de julio de 1920, siendo su primera esposa, con Francisco de Borja Zuleta de Reales y Queipo de Llano, XXII conde de Belalcázar. Le sucedió su hijo:
- José Manuel Zuleta de Reales y Carvajal (1927-San Fernando, Cádiz, 15 de octubre de 1992), XIV duque de Linares,[15] XIII duque de Abrantes,[15]  XIII marqués de Sardoal, XIV marqués de Valdefuentes, V marqués del Duero,[15] XIII conde de Lences, IX conde de Cancelada y XXIII conde de Belalcázar.[15]

Casó, el 2 de mayo de 1957, con Virginia Alejandro y García. Cedió el título a su hermano que le sucedió en 1957:
- Álvaro Zuleta de Reales y Carvajal (1930-Madrid, 9 de abril de 1996), XV duque de Linares.[17]

Casó el 16 de septiembre de 1961, en Madrid, con Martina Ansaldo y Martínez de Campos. Le sucedió su hijo:
- Álvaro Zuleta de Reales y Ansaldo (n. Madrid, 4 de octubre de 1976), XVI duque de Linares.[17] Actual titular desde 1999.

Casó en julio de 2004 con Ana Conde y Basa.